# Dossier d'œuvre
Un dossier d'œuvre est, dans le contexte muséal, un dossier documentaire qui rassemble les informations nécessaires à la connaissance scientifique d'un objet de la collection. Il documente donc l'identité, l'histoire et l'état de chaque expôt. Constitué et enrichi par les agents chargés de la documentation scientifique des collections, il peut être conservé au sein du département scientifique dont dépend l’objet, ou bien dans un service de documentation appartenant au musée. D'une grande utilité scientifique, le dossier d'œuvre est  fréquemment actualisé par l'adjonction d’informations collectées aux archives, dans des publications traitant de l'expôt conservé ou d’objets comparables, ainsi que dans des dossiers de restauration et de laboratoire.
La communication des dossiers d'œuvre est soumise à la législation sur les archives.

## Le contenu d'un dossier d'œuvre
Selon le but poursuivi dans la constitution de la documentation et selon le type d'objet, les rubriques détaillées ci-dessous seront plus ou moins développées. Mais des réponses systématiques, même succinctes, sont nécessaires à la connaissance scientifique de l'expôt. 

### Fiche technique
La fiche technique est la véritable « carte d'identité » d'un objet. On y trouve des informations essentielles :
- Auteur / origine (origine géographique, atelier, coauteur, praticien, fabricant, etc.)
- Titre (usuel, anciens...) ou dénominations
- Type d'œuvre (masque, ex-voto, tableau, buste...)
- Matériau(x) et technique(s) utilisée(s)
- Date connue ou déposée
- Dimensions (hauteur x largeur x périmètre, en cm ou en mètre selon les normes)
- Inscriptions
- État matériel, le cas échéant trace ou témoignage de restauration ancienne
- Localisation actuelle
- Numéro d'inventaire
- Valeur d'assurance

### Historique
Cette rubrique doit comporter des informations sur :
- l'artiste (biographie, évolution de l'œuvre) ou l'atelier
- les conditions de production de l'œuvre (commanditaire, cadre matériel pour lequel elle a été conçue, contraintes imposées à l'artiste, etc.)
- l'histoire de l'œuvre (les différents propriétaires, les circonstances d'utilisation, la fonction, etc.)
- des considérations iconographiques et esthétiques
- des arguments sur l'originalité de l'œuvre, sur la série dans laquelle elle s'insère, etc.
- des considérations sur sa réception, son influence, son succès et sa postérité
- la fortune critique

### Liste des expositions
On liste les expositions au sein desquelles l'objet a réellement figuré. Cette rubrique essentielle fait l'historique des prêts de l'objet. 

### Correspondances
On conserve dans cette rubrique différentes requêtes et demandes de renseignement sur l'œuvre. On peut ainsi y trouver, par exemple, des courriers d'historiens de l'art proposant une attribution.

### Archives
L'établissement d'un dossier d'œuvre nécessite des recherches archivistiques importantes. On peut rassembler des copies d'archives contemporaines ou non de l'objet étudié, ou réaliser un guide des sources d'archives relatives à l'objet étudié.

### Analogies
Cette rubrique permet d'opérer des rapprochements avec des œuvres comparables d'un point de vue thématique ou formel, qu'elles soient  signées par le même artiste ou non. Cela est éminemment utile pour mettre en évidence des filiations, des écoles ou des mouvements artistiques ou pour proposer de nouvelles attributions. De même cette partie du dossier d'œuvre peut évoquer les éventuelles études préparatoires ayant précédé l'œuvre.

### Photographies
On conserve là des photographies de l'objet datant de différentes époques. On trouve aussi des clichés plus documentaires, montrant des présentations anciennes ou l'expôt dans son contexte primitif.